# Internazionali di Tennis di Bergamo 2018
Gli Internazionali di Tennis di Bergamo 2018 è stato un torneo di tennis facente parte della categoria ATP Challenger Tour nell'ambito dell'ATP Challenger Tour 2018. È stata la 13ª edizione che si è giocata a Bergamo dal 19 al 25 febbraio 2018 su campi in cemento indoor avente 64000€ di montepremi.

## Partecipanti singolare

### Teste di serie
| Nazionalità | Giocatore         | Ranking | Testa di serie |
| ----------- | ----------------- | ------- | -------------- |
| Italia      | Matteo Berrettini | 121     | 1              |
| Francia     | Gleb Sakharov     | 154     | 2              |
| Estonia     | Jürgen Zopp       | 155     | 3              |
| Germania    | Mats Moraing      | 165     | 4              |
| Italia      | Lorenzo Sonego    | 172     | 5              |
| Spagna      | Jaume Munar       | 186     | 6              |
| Italia      | Salvatore Caruso  | 187     | 7              |
| Bielorussia | Uladzimir Ignatik | 189     | 8              |

### Altri partecipanti
Giocatori che hanno ricevuto una wild card:
- Ernests Gulbis
- Alejandro Davidovich Fokina
- Thiemo de Bakker
- Gianluigi Quinzi

Giocatori che sono passati dalle qualificazioni:
- Nino Serdarušić
- Sadio Doumbia
- Filip Horanský
- Laurynas Grigelis

## Partecipanti doppio

### Teste di serie
| Nazionalità | Giocatore      | Nazionalità | Giocatore                | Testa di serie |
| ----------- | -------------- | ----------- | ------------------------ | -------------- |
| Belgio      | Sander Gillé   | Belgio      | Joran Vliegen            | 1              |
| Monaco      | Romain Arneodo | Austria     | Tristan-Samuel Weissborn | 2              |
| Croazia     | Marin Draganja | Croazia     | Tomislav Draganja        | 3              |
| Australia   | Rameez Junaid  | Slovacchia  | Igor Zelenay             | 4              |

### Altri partecipanti
Coppie che hanno ricevuto una wild card:
- Filippo Baldi /  Gianluigi Quinzi
- Daniele Bracciali / Luca Vanni
- Julian Ocleppo /  Andrea Vavassori

## Vincitori

### Singolare
Matteo Berrettini ha sconfitto in finale  Stefano Napolitano con il punteggio di 6–2, 3–6, 6–2.

### Doppio
Scott Clayton /  Jonny O'Mara hanno sconfitto in finale  Laurynas Grigelis /  Alessandro Motti con il punteggio di 5–7, 6–3, [15–13].